# 說散就散
說散就散，是一首華語流行歌曲，創作於香港，由伍樂城作曲，張楚翹填詞，原唱者是香港女歌手JC（陳詠桐），是其2016年的出道作品，後以中國內地女歌手袁娅维於2017-2018年的翻唱版本最為聞名。此歌迴響甚大，成為原唱者JC、翻唱者袁娅维、填詞者張楚翹的代表作，袁婭維之版本更成為國際唱片業協會統計之2018年度全球十大最高銷量數碼單曲；但因歌曲的知名度遠高於原唱者JC，在香港常被稱為「紅歌不紅人」。

## 原版

### 背景
陳詠桐（Jennifer Chan）是香港人，在16歲時參加一個歌唱比賽受到注意，被資深藝人黎明旗下的A Music簽為歌手，初期只以英文名縮寫「JC」作為藝名示人。翌年（即2016年）仍是中學生的她推出了這首出道單曲說散就散，但當時她甚為低調，除了曾在《黎明Leon Random Love Song Live in Studio City》演唱會擔任嘉賓外，鮮有露面及進行宣傳活動，以致早期個人知名度甚低。

### 創作
說散就散由伍樂城作曲及編曲，時長3分50秒，以
拍的D大調創作，每分鐘140拍，曲風傷感。
填詞者張楚翹是當時冒起數年的新晉女詞人，以創作粵語歌詞為主，此歌是她當時鮮有的國語（華語）詞作，卻成為她兩首最成功的作品之一。
歌詞以內心獨白形式描述準備與伴侶分手的歌者之思緒，主要為自責、自我開解、故作灑脫之語，最後點出分手是「因為成長」。

### 發行與榜單成績
此歌於2016年6月由A Music以單曲形式發行，後收錄於2019年11月發行的JC個人專輯 《Album 1》。
此版本2018年被採用為新加坡電視劇集《入侵者》的主題曲。同時期在新加坡唱片業協會的榜單上榜。
| 週榜榜單（2018年）                | 最高排名 |
| --------------------------------- | -------- |
| 新加坡唱片業協會 Top30數碼串流榜  | 20       |
| 新加坡唱片業協會 Top100本地串流榜 | 3        |

### 迴響及延續
此歌雖沒有正式的音樂影片，但A Music上載的歌詞版音樂影片仍能成為2016年YouTube平台上香港十大點擊率最高的音樂影片，後來更累計獲得逾一億點擊率，為歷來第二首點擊率破億的香港歌曲。
此歌在香港走紅階段，歌曲知名度已明顯高於演唱者JC自身的的知名度，常被視為「紅歌不紅人」。由於JC的知名度低，而此歌又是一首國語歌，一些樂迷誤以為她來自中國內地或臺灣。而翻唱版本在中國內地走紅後情況更甚。
2019年伍樂城及張楚翹又為JC（當時使用藝名陳泳彤）創作了一首說散不散，作為此歌的延續。

## 翻唱版本

### 袁娅维版及中國內地的迴響
2017年末上映的中國內地電影《前任3：再见前任》以前度愛侶為題材，該片採用了此歌作為主題曲，分為男版與女版，女版由女歌手袁娅维（Tia Ray）以其擅長的爵士樂「烟嗓」唱腔翻唱。隨著電影的成功，此翻唱版本亦在內地走紅，在騰訊的平台獲得逾16億次點聽，被視為袁娅维音樂事業的高峰，她更常被誤以為是原唱者。其版本於2017年12月末由华纳音乐中国以單曲形式發行，在國際唱片業協會2018年度的統計中，為全球十大最高銷量數碼銷量單曲之第7位，是十大中唯一的華語流行樂曲；亦獲選《2018华人歌曲音乐盛典》的年度金曲之一。
電影的男版說散就散則由該片導演兼編劇田羽生，聯同说唱歌手艾福杰尼及黄旭（BooM）演唱，加入了艾福杰尼、黄旭的原創說唱詞。
2018年，已升讀大學的原唱者JC以當時藝名陳泳彤參加了內地音樂選秀節目《中國好聲音》，她演唱此歌並介紹自己就是原唱者時，讓不少觀眾驚訝。

### 歌唱比賽
- 2018年內地音樂真人騷《歌手》中，臺灣男歌手李聖傑的演繹，被認為是此歌較佳的男聲翻唱版本[34][23]，同年李聖傑於臺灣選秀節目《聲林之王》中，以導師身份與女參賽者張若凡合唱了此歌。[35]
- 2022年香港選秀節目《聲夢傳奇2》中，年僅13歲的少女參賽者趙紫諾演繹此歌（後於比賽期間步入14歲），亦受到注目，該段影片在比賽結束前已累計獲得逾130萬點擊。[36][37]

### 受關注的網路翻唱版本
- 2017年臺灣女歌手張聖子的電子舞曲版本。[38][註 6]
- 2018年新加坡男歌手何維健及女歌手潘嘉麗的男女對唱版本。[39][23]
- 2018年馬來西亞女歌手黃若熙在一曲中混合粵語、韓語、英語、泰語、閩語、華語、馬來語共七種語言的改詞版本。[40][23]
- 2018年馬來西亞男歌手许佳麟及女歌手顏慧萍，將說散就散與同為《前任3：再见前任》插曲的體面串連唱出[23]（以體面為主）。
- 2018年臺灣女歌手蔡恩雨的電子舞曲版本。[23][註 7]

## 評價
香港樂評人黃志華稱讚歌詞以淺白表達出豐富的含義；結構布局精心，到最後才揭曉「說散就散」（突如其來的分手）的原因是「因為成長」。

## 備註
1. ↑  英語名稱按袁娅维版本。[1]
2. ↑  在音樂影片中亦沒有露出容貌。
3. ↑  截至2023年。另一首為2020年許靖韻的粵語歌別為我好。
4. ↑  在JC個人YouTube頻道上，亦有一個剪接不同自然景物的官方音樂影片，至2023年累計逾300萬點擊。
5. ↑  故大部分銷量均屬於2018年度。
6. ↑  在YouTube搜尋相關影片最早為2017年，來源稱2016年疑為筆誤。
7. ↑  截至2023年6月，翻唱影片在YouTube獲得逾1200萬次點擊，成績突出。